# Jevišovice
Jevišovice är en stad i Tjeckien.   Den ligger i distriktet Okres Znojmo och regionen Södra Mähren, i den sydöstra delen av landet, 170 km sydost om huvudstaden Prag. Jevišovice ligger 365 meter över havet och antalet invånare är 1 162.
Terrängen runt Jevišovice är platt.Runt Jevišovice är det ganska glesbefolkat, med 42 invånare per kvadratkilometer. Närmaste större samhälle är Znojmo, 15,3 km söder om Jevišovice. Trakten runt Jevišovice består till största delen av jordbruksmark.